# Villambistia
Villambistia – gmina w Hiszpanii, w prowincji Burgos, w Kastylii i León, o powierzchni 13,07 km². W 2011 roku gmina liczyła 46 mieszkańców.